# Yehezqel Landau
Pour les articles homonymes, voir Landau.
Ezekiel ben Judah Landau ou Ézéchiel Landau (connu comme le Noda Biyhudah (נודע ביהודה)) né à Opatów le 8 octobre 1713 et mort à Prague le 29 avril 1793, est un grand rabbin de Prague, l'un des plus grands décisionnaires et commentateurs du Talmud. Adversaire du mouvement hassidique, il s'oppose également au mouvement des Lumières qui se développe en Europe à la suite de Moses Mendelssohn. 
Il est célèbre pour ses responsa dans le domaine de la législation juive intitulés Noda BiYehudah (נודע ביהודה) et ses commentaires sur le Talmud : Tsioun leNéfech Haya.

## Biographie
Fils de Rabbi Judah Landau, président et député du Conseil des Quatre Pays, Ézéchiel Landau est né à Opatów en Pologne. Son premier maître des études talmudiques est un grand érudit, Rabbi Isaac de Vladmir. À l’âge de quatorze ans, il est envoyé dans un kloyz (maison d'études) à Brody, qui est alors le centre d'étude kabbalistique en Pologne. À dix-huit ans, il épouse Liba, la fille d'un notable juif, Yakelko de Doubno et pendant une courte période, il demeure chez son beau-père, lequel pourvoit à tous les besoins du jeune couple afin que son gendre puisse poursuivre sans soucis ses études.  
En 1734, à peine âgé de vingt ans, Rabbi Ézéchiel est élu président du tribunal rabbinique à Brody et dans cette fonction qu'il exerce pendant onze ans, il se fait reconnaitre comme une autorité de premier. En 1745, il devient rabbin de Jampol en Podolie, alors province polonaise. Son autorité en matière de Talmud et de Kabbale étant reconnue par tous, en 1751, on fait appel à lui pour qu'il donne son avis sur une controverse qui menace de diviser le monde juif, entre Jonathan Eybeschutz, grand-rabbin de Prague, et Jacob Emden. Rabbi Eybeschitz est accusé de produire des amulettes contenant des références favorables au rabbin proscrit Sabbathaï Tsevi.
Son rôle dans la controverse, décrit comme «plein de tact», le porte à l'attention de la communauté de Prague qui, en 1755, lui offre le siège du grand rabbin. 
La capitale tchèque compte alors l'une des plus grandes populations juives au monde et Rabbi Ézéchiel devient son autorité suprême en matière religieuse, politique et judiciaire, ainsi que le chef spirituel de la communauté juive de toute la Bohême. Il dirige à la fois le tribunal rabbinique de Prague et son académie talmudique (yeshivat) qui attire des étudiants de toute l'Europe centrale et orientale. Parmi les étudiants de Talmud qui s'y pressent pour suivre les enseignements du rabbi de Prague se trouve Avraham Danzig (en), Aharon Chorin, Dovid Deutsch, Ephraim Zalman Margolioth (en), et Elazar Fleckeles (en). 
Malgré l'efflorescence de la culture rabbinique de Prague pendant le mandat de Landau, diverses tendances internes au sein du judaïsme, telles que la Haskalah, le sabbatianisme et le frankisme, posent des défis à la vie traditionnelle. 
Rabbi Ézéchiel s’impose comme l’un des principaux critiques des partisans de la modernisation de la vie juive du courant Haskalah (maskilim) à commencer par Naphtali Herz Wessely qui veut donner la priorité aux matières laïques dans les programmes scolaires. Il censure aussi la traduction allemande du Pentateuque de Moses Mendelssohn car il craint qu'elle ne conduise à l'étude de la langue allemande. Mais ce sont les sectes mystiques des sabbatiens et des frankistes, déjà bien implantées à Prague, qui l'inquiètent plus, et il dénonce à plusieurs reprises leurs pratiques et leurs doctrines. De même, la montée du hassidisme dans sa Pologne-Lituanie natale, avec les tsadiks à la tête des communautés juives, pose une menace potentielle pour l'autorité rabbinique traditionnelle. Dans plusieurs de ses écrits, Landau déplore la popularité croissante de ces «nouveaux hassidim». Landau va même jusqu'à ordonner un autodafé de la première œuvre hassidique Toldot Yaacov Yossef (Histoire de Jacob Joseph) de Yaakov Yossef Hakohen de Polnoa. 
Malgré les efforts de Landau, la convergence de nombreuses tendances de modernisation à la fin du XVIIIe siècle conduit au déclin rapide de la culture traditionnelle de Prague après sa mort survenue le 29 avril 1793 à Prague.

## Enseignement
Ézéchiel s’est fixé comme règle, que ce soit dans l’étude ou dans son approche du moussar (l'étique), que l’essentiel n’est pas l’étude abstraite mais l’acte : ce n’est pas la discussion qui compte, mais la conclusion finale. C’est pourquoi il revient souvent, dans ses réponses et dans ses cours, sur le fait que le principal ne consiste pas à se mortifier et à jeûner, mais à faire de bonnes actions. Il écrit par ailleurs : « L’essentiel est l’assiduité dans l’étude. Il faut étudier des paroles de Torah qui ont un contenu véritable, des michnayoth avec Tossafoth Yom Tov, la Guemara, les décisionnaires, la Torah, les Prophètes et les Hagiographes, et aussi les livres de moussar. »
Son disciple Rabbi  témoigne que jusqu’à sa vieillesse, il ne s’est pas couché dans un lit, mais la tête dans le lit et le corps sur des chaises. Il portait un cilice sur son corps, et enseignait debout. Du 17 Tamouz au début d’Av, il ne mangeait rien d’origine animale, et de Roch Hodech Av à Tisha Beav, il ne mangeait que du pain sec.

## Œuvre
Il laisse après lui de nombreux ouvrages : 
- Noda BiYehudah
- Tsioun Lenefeche 'ayah ou TsLa'H (Mémorial pour une âme vivante), notes et commentaires sur différents traités du Talmud.
- Ahavat Tsion (L'amour de Sion), des sermons.
- Drouch LeTsion (Sermon pour Sion), des sermons et des notes sur le Talmud (1827);
- Mareh Yehezkel (Vision d'Ezékiel), notes sur le Talmud.
- Drouche Lehespède, éloge funèbre de Marie-Thérèse.
- Dagoul Mervavah (Plus glorieux qu’une myriade), notes sur le Choulhane Aroukh.Notices d'autorité :   - VIAF
  - ISNI
  - BnF (données)
  - IdRef
  - LCCN
  - GND
  - Pays-Bas
  - Pologne
  - Israël
  - NUKAT
  - Suède
  - Tchéquie
  - WorldCat